# Indywidualne Mistrzostwa Szwecji na Żużlu 2018
Indywidualne Mistrzostwa Szwecji na Żużlu 2018 – cykl turniejów żużlowych, mających wyłonić najlepszych żużlowców szwedzkich w sezonie 2018. Tytuł wywalczył Fredrik Lindgren.

## Finał
- Eskilstuna, 4 sierpnia 2018

| Msc. | Zawodnik              | Klub                   | Pkt |             | Uwagi                         |
| ---- | --------------------- | ---------------------- | --- | ----------- | ----------------------------- |
| 1    | Fredrik Lindgren      | Smederna Eskilstuna    | 14  | (3,3,3,2,3) | I m. w finale                 |
| 2    | Oliver Berntzon       | Dackarna Målilla       | 10  | (2,1,3,3,2) | I m. barażu, + II m. w finale |
| 3    | Peter Ljung           | Västervik Speedway     | 12  | (3,2,3,2,2) | III m. w finale               |
| 4    | Kim Nilsson           | Masarna Avesta         | 13  | (3,3,2,3,2) | IV m. w finale                |
| 5    | Linus Sundström       | Masarna Avesta         | 11  | (2,2,3,3,1) | II m. w barażu                |
| 6    | Andreas Jonsson       | Rospiggarna Hallstavik | 10  | (1,3,2,1,3) | III m. w barażu               |
| 7    | Pontus Aspgren        | Smederna Eskilstuna    | 9   | (2,2,1,1,3) | IV m. w barażu                |
| 8    | Antonio Lindbäck      | Masarna Avesta         | 8   | (d,1,1,3,3) |                               |
| 9    | Jacob Thorssell       | Rospiggarna Hallstavik | 7   | (3,1,w,2,1) |                               |
| 10   | Joel Andersson        | Masarna Avesta         | 6   | (1,3,2,0,0) |                               |
| 11   | Victor Palovaara      | Indianerna Kumla       | 5   | (0,2,2,1,0) |                               |
| 12   | Mathias Thörnblom     | Lejonen Gislaved       | 5   | (1,1,1,0,2) |                               |
| 13   | Linus Eklöf           | Smederna Eskilstuna    | 4   | (0,0,1,2,1) |                               |
| 14   | Joel Kling            | Dackarna Målilla       | 4   | (2,0,0,1,1) |                               |
| 15   | Ludvig Lindgren       | Indianerna Kumla       | 1   | (1,0,0,0,0) |                               |
| 16   | Daniel Henderson      | Västervik Speedway     | 0   | (0,0,0,0,0) |                               |
|      | rez. Viktor Bergström | Lejonen Gislaved       | ns  |             |                               |
|      | rez. Kenny Wennerstam | Lejonen Gislaved       | ns  |             |                               |

## Bieg po biegu
1. (60,90) Nilsson, Aspgren, L. Lindgren, Henderson
2. (60,60) Ljung, Sundström, Jonsson, Palovaara
3. (61,10) Thorssell, Kling, Andersson, Lindbäck (d)
4. (60,50) F. Lindgren, Berntzon, Thörnblom, Eklöf
5. (60,10) F. Lindgren, Sundström, Lindbäck, L. Lindgren
6. (60,40) Nilsson, Ljung, Berntzon, Kling
7. (61,00) Andersson, Palovaara, Thörnblom, Henderson
8. (60,90) Jonsson, Aspgren, Thorssell, Eklöf
9. (61,90) Ljung, Andersson, Eklöf, L. Lindgren
10. (60,80) Sundström, Nilsson, Thörnblom, Thorssell (w/u)
11. (60,80) Berntzon, Jonsson, Lindbäck, Henderson
12. (60,70) F. Lindgren, Palovaara, Aspgren, Kling
13. (62,40) Berntzon, Thorssell, Palovaara, L. Lindgren
14. (62,00) Nilsson, F. Lindgren, Jonsson, Andersson
15. (60,60) Sundström, Eklöf, Kling, Henderson
16. (60,20) Lindbäck, Ljung, Aspgren, Thörnblom
17. (60,70) Jonsson, Thörnblom, Kling, L. Lindgren
18. (60,40) Lindbäck, Nilsson, Eklöf, Palovaara
19. (60,30) F. Lindgren, Ljung, Thorssell, Henderson
20. (60,40) Aspgren, Berntzon, Sundström, Andersson
21. Baraż (miejsca 4-7, najlepszy do finału): (60,30) Berntzon, Sundström, Jonsson, Aspgren
22. Finał (miejsca 1-3 i najlepszy z barażu): (60,60) F. Lindgren, Berntzon, Ljung, Nilsson